# Bruxelas
Bruxelas (em francês: Bruxelles [bʁysɛl] (escutarⓘ); em neerlandês: Brussel [ˈbrʏsəl] (escutarⓘ)), oficialmente a Região da Capital Bruxelas (em francês: Région de Bruxelles-Capitale; em neerlandês: Brussels Hoofdstedelijk Gewest), é uma região belga composta por 19 comunas, incluindo a Cidade de Bruxelas, que é a capital da Bélgica. A Região da Capital Bruxelas está localizada na parte central do país e faz parte da Comunidade francesa da Bélgica.
Bruxelas cresceu de uma fortaleza no século X, fundada por um descendente de Carlos Magno, para uma aglomeração urbana de mais de um milhão de habitantes. A área metropolitana da região tem uma população de mais de 1,8 milhões de habitantes, o que a torna a maior do país.
Desde o fim da Segunda Guerra Mundial Bruxelas é um importante centro de política internacional. A presença das principais instituições da União Europeia, bem como da sede da Organização do Tratado do Atlântico Norte (OTAN), fez da região uma sede poliglota de muitas organizações internacionais, políticos, diplomatas e de funcionários públicos. Embora historicamente seja uma região de falantes de neerlandês, Bruxelas tornou-se uma região com cada vez mais falantes da língua francesa ao longo dos séculos XIX e XX. Hoje, a maioria dos habitantes são falantes nativos do francês, embora ambas as línguas tenham estatuto oficial na região. Tensões linguísticas ainda se mantém e as leis que regem o uso de línguas nos municípios em torno de Bruxelas são um tema de muita controvérsia na Bélgica.

## Etimologia
A teoria mais comum sobre a origem do nome de Bruxelas é que ele deriva de holandês antigo "broekzele" ou "broeksel", que significa "pântano" (broek) e "casa" (zele/sel), o que resulta em "casa no pântano". A origem da localidade que se tornaria Bruxelas encontra-se na construção de São Gaugérico, uma capela em uma ilha no rio Senne, por volta de 580. São Vindiciano, o bispo de Cambrai, fez a primeira referência registrada para o lugar, chamando-o de "Brosella" em 695, quando ainda era uma aldeia. A fundação oficial de Bruxelas é geralmente situada em torno de 979, quando o duque Carlos da Baixa Lotaríngia transferiu as relíquias de Santa Gudula de Moorsel para a capela de São Gaugérico. Carlos tencionava construir a primeira fortificação permanente na região.

## História

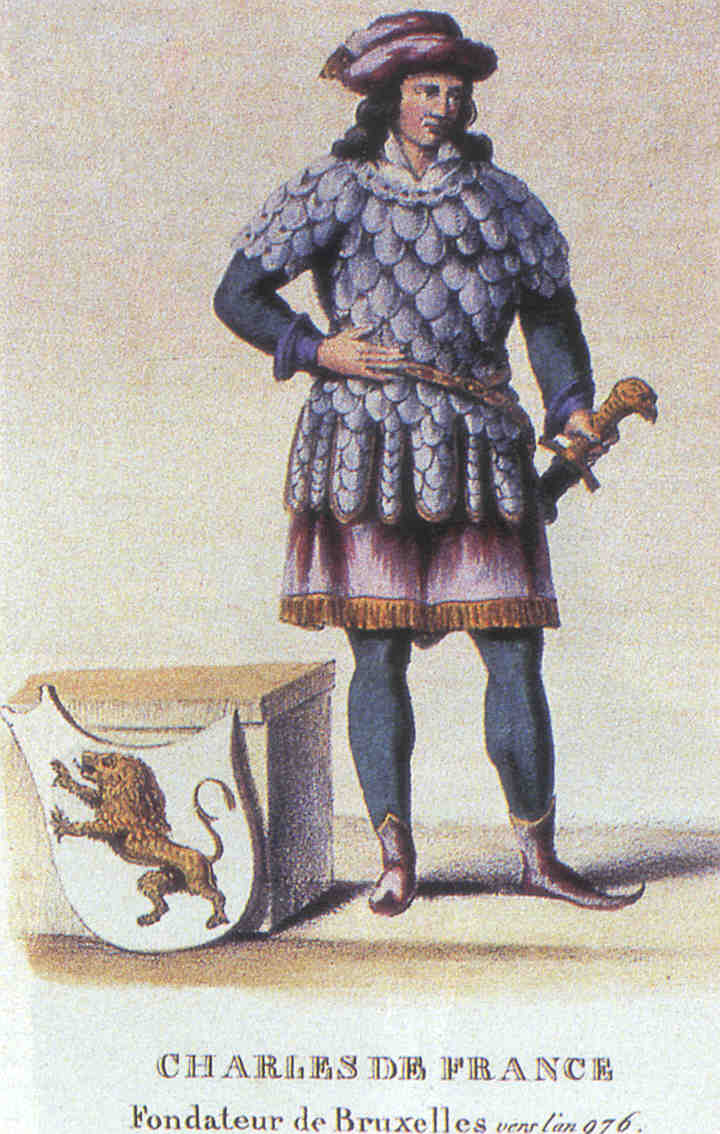
Carlos da Lorena, tradicionalmente considerado como o fundador c. da fortaleza que daria origem a Bruxelas

Pelo século X, as leis de sucessão dos francos impunham que o império fosse dividido entre os netos de Carlos Magno: Luís, o Germânico, Carlos II e Lotário I. A fortaleza de Lotário, fundada em 979, assinala a fundação oficial de Bruxelas. Anos mais tarde, o condado de Bruxelas foi atribuído a Lamberto I, conde de Lovaina, por volta do ano 1000. Em 1047, o seu filho Lamberto II de Lovaina fundou a Catedral de Santa Gúdula.
Devido à sua localização acompanhando o curso do Senne (Zenne em neerlandês) numa importante rota comercial entre Bruges e Gante, e Colónia, Bruxelas cresceu rapidamente, tornando-se um importante centro de comércio. O paralelo crescimento da população, conduziu a uma drenagem dos pântanos circundantes para permitir a expansão territorial da cidade e no século XI foram construídas as suas primeiras muralhas.
Em 1183/1184, os condes de Lovaina tornaram-se duques de Brabante. No século XV, emergiu um novo duque de Brabante descendente da Casa de Valois, como resultado do casamento da herdeira Margarida III da Flandres com Filipe II, Duque da Borgonha. O Barbante perdeu a sua independência mas Bruxelas permaneceu a capital dos prósperos Países Baixos e continuou a florescer.
Em 1516, Carlos I, que era herdeiro dos Países Baixos desde 1506, foi declarado Rei de Espanha na Catedral de São Miguel e Santa Gudula, em Bruxelas. Após a morte de seu avô, o sacro-imperador Maximiliano I, Carlos se tornou o novo governante do Império Habsburgo e, posteriormente, foi eleito imperador do Sacro Império Romano como Carlos V. Foi no complexo do Palácio de Coudenberg que Carlos V abdicou em 1555. Este impressionante palácio, famoso em toda a Europa, havia se expandido muito desde que se tornou pela primeira vez a sede dos Duques de Brabante, mas foi destruído por um incêndio em 1731.

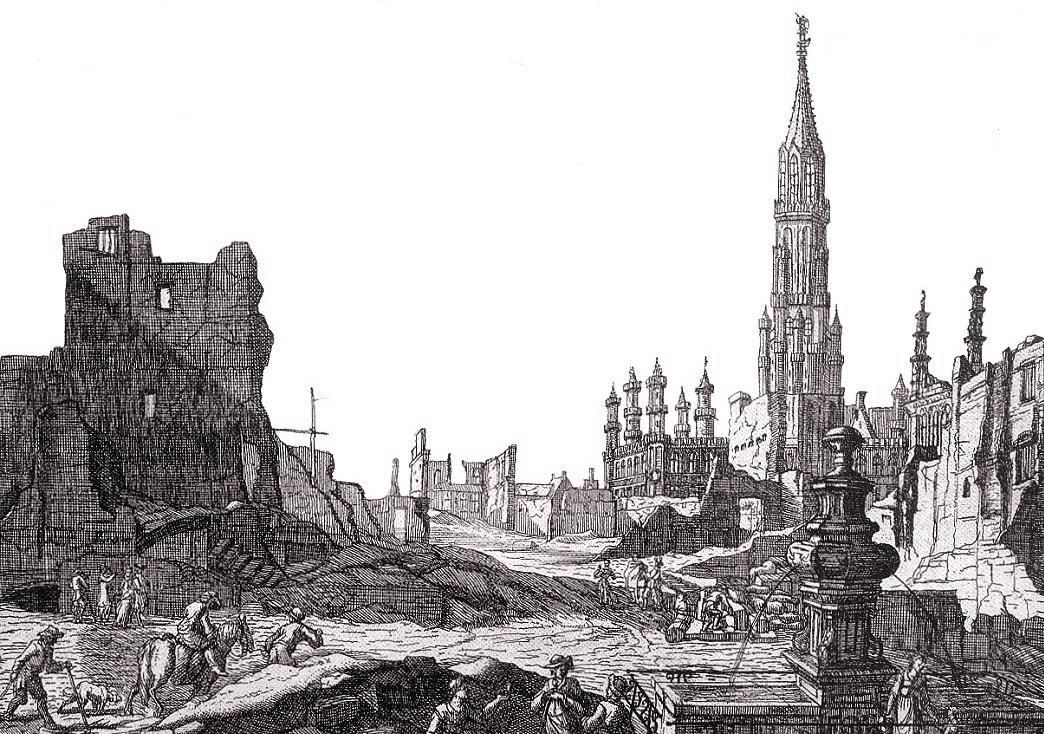
Grand Place após o bombardeamento de 1695 pelo exército francês

Em 1695 Bruxelas foi atacada pelo Marechal de Villeroy sob as ordens do rei Luís XIV de França. O bombardeamento causou uma grande destruição na cidade: mais de 4 000 casas foram incendiadas, incluindo os edifícios medievais da Grand-Place.

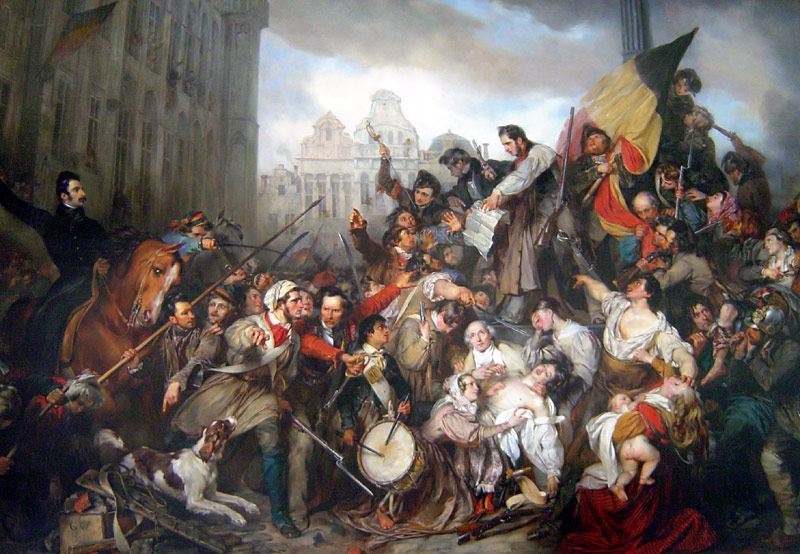
Episódio da Revolução Belga de 1830, Wappers (1834)

Em 1830, despoletou a Revolução Belga após a performance da ópera La Muette de Portici no teatro De Munt. A 21 de Julho de 1831, Leopoldo I, o primeiro rei dos belgas, ascendeu ao trono, destruindo as muralhas da cidade e reconstruindo muitos edifícios. Na sequência da independência, a cidade sofreu bastantes transformações.
Bruxelas, a região capital, é habitada por belgas de língua neerlandesa e de língua francesa, apesar de o neerlandês (e as suas linguagens germânicas predecessoras) ter sido a língua histórica de Bruxelas por quase toda a sua história. O francês foi, durante séculos, apenas falado pela alta burguesia e a nobreza. Tornou-se uma língua popular sob o domínio da França, e depois de 1830, com a imigração de muitos franceses (alguns deles revolucionários) e muitos valões, africanos e árabes.
Como em 1830 apenas a alta burguesia e a nobreza (menos de 1% da população) tinha direito de voto, estes grupos quiseram moldar o novo estado de acordo com as suas preferências. Em consequência, tiveram de atrair muitos valões (de língua francesa) para trabalhar nos serviços públicos. Desde este período, a língua neerlandesa e os flamengos foram discriminados. Na atualidade, os flamengos dos municípios suburbanos (e muito mais afluentes) tentam tornar-se a nova elite da cidade.

## Geografia

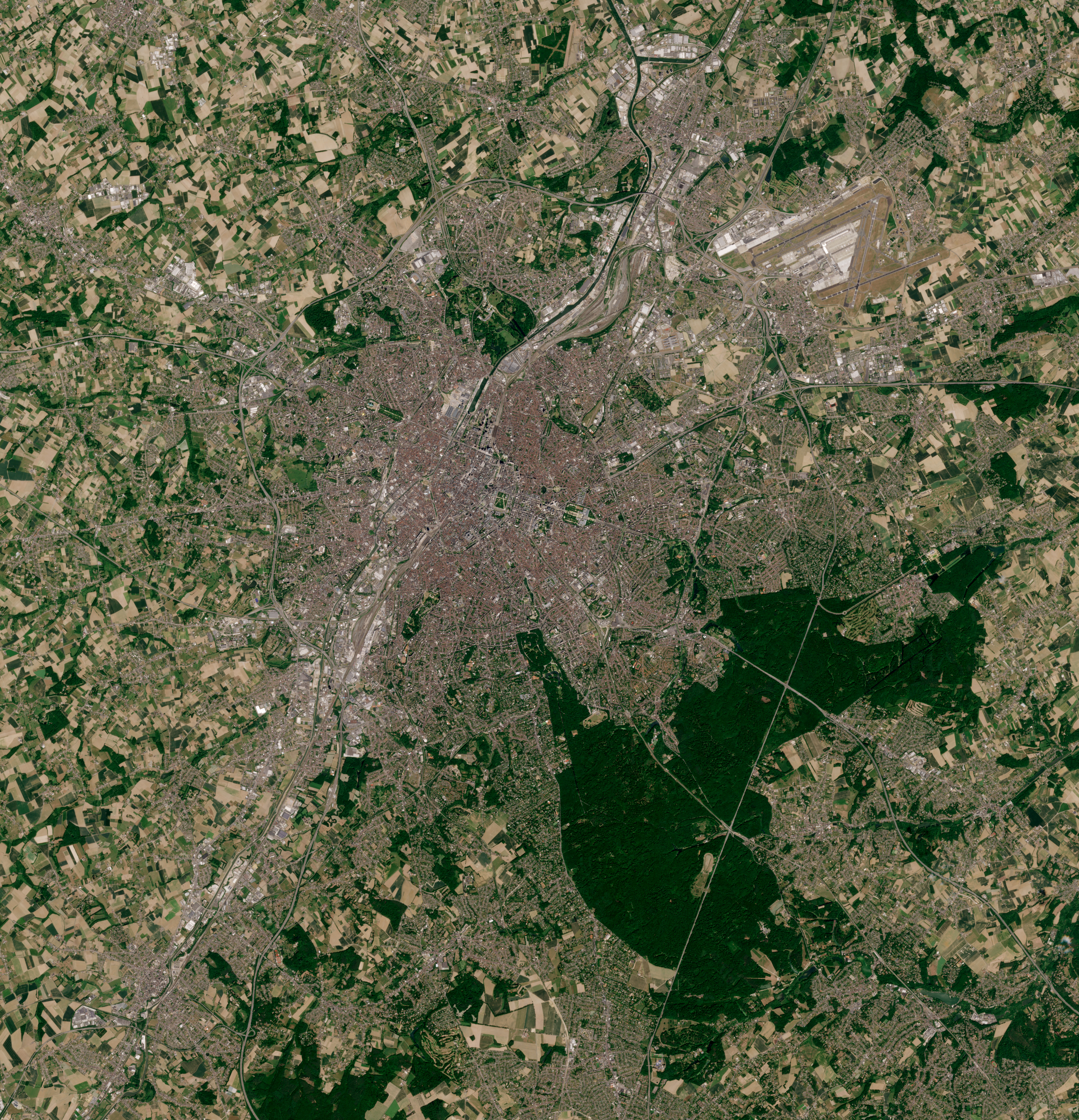
Imagem de satélite da cidade

### Localização
Bruxelas situa-se a aproximadamente 50°50'N, 4°22'E, bem no centro da Bélgica. É rodeada por muitas cidades próximas, o que a faz ser o centro da economia belga. Essa região é conhecida por Bruxelas-Capital que, além de Bruxelas, inclui outros 18 municípios.
Diferentemente da maioria das outras grandes áreas urbanas na Bélgica, a aglomeração de Bruxelas não participou na fusão dos municípios em 1977, de modo que o número de municípios manteve-se inalterado. Apenas os municípios de Laeken, Haren, e Heembeek.

### Relevo
É uma cidade pouco inclinada, como o resto do país: a zona norte tem apenas 20 m de altitude, sem montanhas por perto.

### Clima
Restringindo-se à temperatura de Bruxelas, esta é quase igual a outras capitais próximas. Com uma temperatura muito baixa no inverno (3 °C) e temperada no verão (17 °C), pode ocorrer neve no local, principalmente porque é comum em janeiro as temperaturas serem inferiores a 0 °C. A máxima no verão pode atingir os 30 °C, mas raramente passa disso ou então é resultado de uma massa de ar quente. No inverno, as temperaturas podem cair para -5 °C, acontece quase todos os anos, por vezes sem necessitar de massa de ar frio.
A precipitação acontece com a mesma intensidade em todos os meses, não há período de estiagem, nem período das cheias, diferente de outras capitais europeias. A média de precipitação mensal é de aproximadamente 71 mm. A média de precipitação por ano é de 852 mm. Por causa desse fator, é uma cidade quase sempre úmida.
| Dados climatológicos para Bruxelas | Dados climatológicos para Bruxelas | Dados climatológicos para Bruxelas | Dados climatológicos para Bruxelas | Dados climatológicos para Bruxelas | Dados climatológicos para Bruxelas | Dados climatológicos para Bruxelas | Dados climatológicos para Bruxelas | Dados climatológicos para Bruxelas | Dados climatológicos para Bruxelas | Dados climatológicos para Bruxelas | Dados climatológicos para Bruxelas | Dados climatológicos para Bruxelas | Dados climatológicos para Bruxelas |
| Mês                                | Jan                                | Fev                                | Mar                                | Abr                                | Mai                                | Jun                                | Jul                                | Ago                                | Set                                | Out                                | Nov                                | Dez                                | Ano                                |
| ---------------------------------- | ---------------------------------- | ---------------------------------- | ---------------------------------- | ---------------------------------- | ---------------------------------- | ---------------------------------- | ---------------------------------- | ---------------------------------- | ---------------------------------- | ---------------------------------- | ---------------------------------- | ---------------------------------- | ---------------------------------- |
| Temperatura máxima recorde (°C)    | 15,3                               | 20,0                               | 24,2                               | 28,7                               | 34,1                               | 38,8                               | 39,7                               | 36,5                               | 34,9                               | 27,8                               | 20,6                               | 16,7                               | 39,7                               |
| Temperatura máxima média (°C)      | 5,7                                | 6,6                                | 10,4                               | 14,2                               | 18,1                               | 20,6                               | 23,0                               | 22,6                               | 19,0                               | 14,7                               | 9,5                                | 6,1                                | 14,2                               |
| Temperatura média (°C)             | 3,3                                | 3,7                                | 6,8                                | 9,8                                | 13,6                               | 16,2                               | 18,4                               | 18,0                               | 14,9                               | 11,1                               | 6,8                                | 3,9                                | 10,5                               |
| Temperatura mínima média (°C)      | 0,7                                | 0,7                                | 3,1                                | 5,3                                | 9,2                                | 11,9                               | 14,0                               | 13,6                               | 10,9                               | 7,8                                | 4,1                                | 1,6                                | 6,9                                |
| Temperatura mínima recorde (°C)    | −21,1                              | −18,3                              | −13,6                              | −5,7                               | −2,2                               | 0,3                                | 4,4                                | 3,9                                | 0,0                                | −6,8                               | −12,8                              | −17,7                              | −21,1                              |
| Precipitação (mm)                  | 76,1                               | 63,1                               | 70,0                               | 51,3                               | 66,5                               | 71,8                               | 73,5                               | 79,3                               | 68,9                               | 74,9                               | 76,4                               | 81,0                               | 852,4                              |
| Dias com precipitação              | 19,2                               | 16,3                               | 17,8                               | 15,9                               | 16,2                               | 15,0                               | 14,3                               | 14,5                               | 15,7                               | 16,6                               | 18,8                               | 19,3                               | 199                                |
| Umidade relativa (%)               | 86,6                               | 82,5                               | 78,5                               | 72,5                               | 73,2                               | 74,1                               | 74,3                               | 75,5                               | 80,9                               | 84,6                               | 88,2                               | 88,8                               | 80                                 |
| Insolação (h)                      | 59                                 | 77                                 | 114                                | 159                                | 191                                | 188                                | 201                                | 190                                | 143                                | 113                                | 66                                 | 45                                 | 1 546                              |
| Fonte: KMI/IRM                     |                                    |                                    |                                    |                                    |                                    |                                    |                                    |                                    |                                    |                                    |                                    |                                    |                                    |

## Demografia
Bruxelas abriga um grande número de imigrantes. No censo belga de 1991, 63,7% dos habitantes de Bruxelas responderam que eram cidadãos belgas, nascidos como tal, na Bélgica. No entanto, tem havido numerosas migrações individuais ou familiares desde o final do século XVIII, incluindo refugiados políticos, principalmente de países vizinhos (Karl Marx, Victor Hugo, Pierre Joseph Proudhon, Léon Daudet, por exemplo). Além de refugiados políticos, trabalhadores imigrantes, ex-alunos ou expatriados estrangeiros, e muitas famílias belgas em Bruxelas possuem ascendência estrangeira.
Em geral, a população de Bruxelas é mais jovem que a média nacional. Bruxelas tem uma grande concentração de imigrantes de países não-ocidentais, incluindo muitos de ascendência turca, marroquina e russa. Existe também uma notável comunidade latina, principalmente brasileiros e mexicanos, além de imigrantes de países que eram colônias da Bélgica, como Ruanda e Burundi.
As pessoas de origem estrangeira compõem cerca de 70% da população de Bruxelas, a maioria dos quais foram naturalizados após a grande reforma de 1991. 32% dos habitantes são de origem externa europeia, e 36% são de países não-ocidentais. Entre todos os principais grupos de imigrantes de fora da União Europeia, a maioria dos residentes permanentes adquiriram a nacionalidade belga.

### Religião
Embora historicamente (desde a perseguição da Contrarreforma e expulsão dos protestantes pelos espanhóis no século XVI) a população seja, em grande parte, católica romana, a maioria destes são não-praticantes. Cerca de 10% da população frequenta regularmente os cultos da Igreja Católica. Entre as religiões, encontramos também grandes minorias de muçulmanos, ateus e agnósticos. Outras ritos protestantes (anglicanismo, luteranismo) e ortodoxos, além do judaísmo, são praticados por grupos muito menores em Bruxelas.

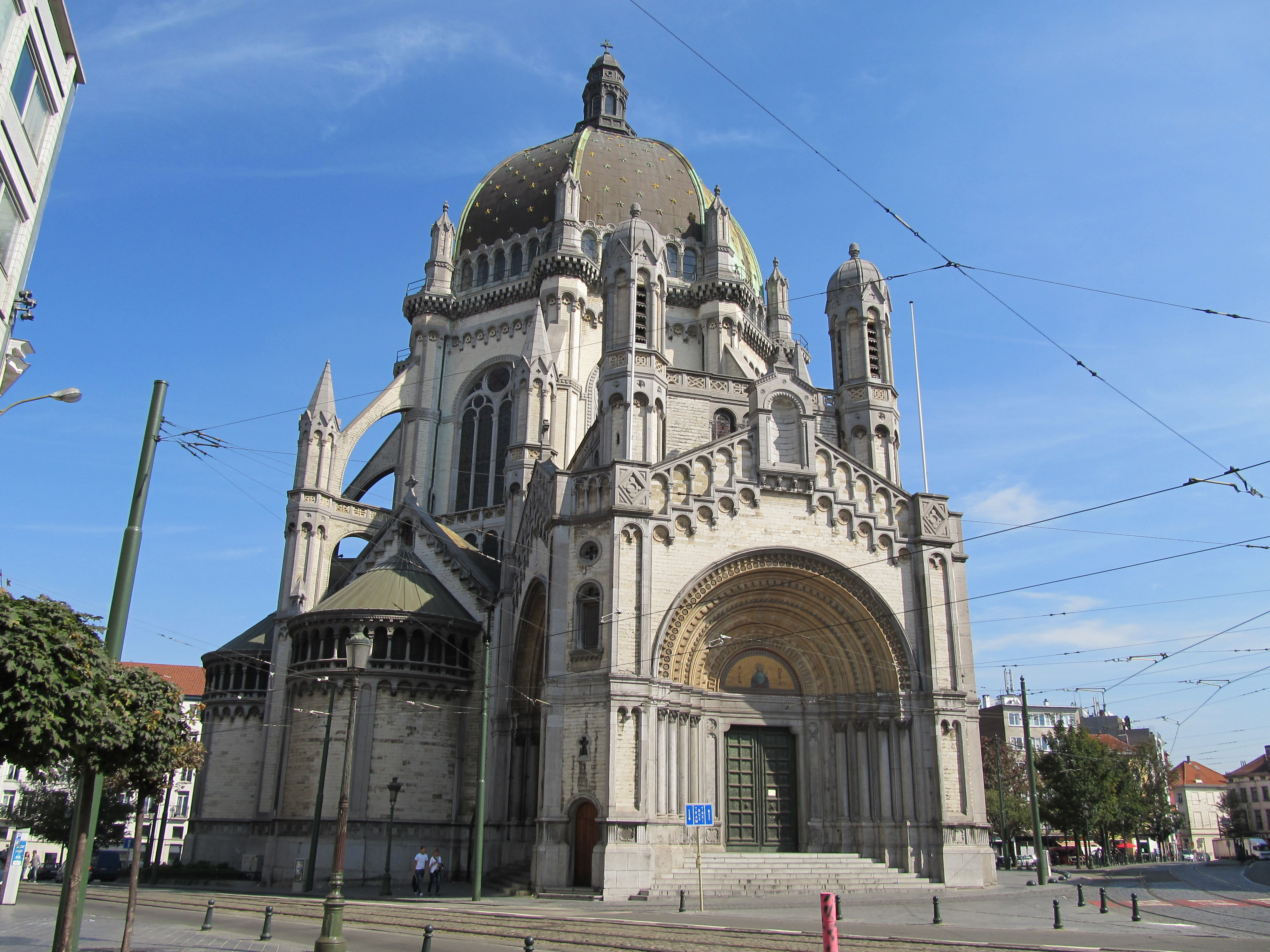
Igreja Real de Santa Maria, uma igreja católica romana do século XIX, em Bruxelas

A maioria dos muçulmanos residentes em Bruxelas são de ascendência turca e marroquina. A Bélgica não coleta estatísticas por etnia, por isso os números exatos são desconhecidos. Estima-se que as pessoas de fundo muçulmano representam 25,5% da população de Bruxelas, uma concentração muito mais elevada do que as das outras regiões da Bélgica.

### Idiomas
Desde a fundação do Reino da Bélgica, em 1830, Bruxelas, de cidade inteiramente de língua neerlandesa (dialeto brabantino para ser exato), passou a ser uma cidade multilíngue, já que hoje o francês é a língua majoritária. Esta mudança de idioma, o "afrancesamento de Bruxelas", tem suas raízes no século XVIII e se acelerou depois que a Bélgica tornou-se independente e Bruxelas expandiu seus limites originais.
A imigração de franceses contribuiu para o afrancesamento de Bruxelas; ambos os valões e expatriados de outros países, principalmente da França, vieram para Bruxelas em grande número. No entanto, a causa mais importante para o afrancesamento foi a mudança de linguagem ao longo de várias gerações do neerlandês para o francês, que foi realizada em Bruxelas pelos próprios habitantes brabantinos. A principal razão para isso foi a pressão política, administrativa e social, em parte com base no baixo prestígio social da língua neerlandesa, na Bélgica, o que fez do francês a única língua de administração, direito, política e educação na Bélgica e, portanto, necessário para a mobilidade social. A partir de 1880, confrontados com a necessidade do uso do francês em lidar com tais instituições, cada vez mais os brabantinos tornaram-se falantes bilíngues, e um aumento no número de monolíngües francófonos foi observado após 1910. Na metade do século XX, o número de monolíngües francófonos ultrapassou o número de habitantes bilíngues, em sua maioria flamengo-brabantinos.
Somente a partir dos anos 1960, após o desenvolvimento sócio-económico da região da Flandres, o poderio neerlandês conteve o crescimento do  uso do francês. Através da imigração, mais um grande número de belgas que residiam em municípios da região de Flandres - região vizinha aos Países Baixos e com grande ascendência neerlandesa - tornaram-se em sua maioria de língua francesa, na segunda metade do século XX. Este fenômeno é, juntamente com o futuro de Bruxelas, um dos temas mais controversos na política belga.
Dadas as suas origens de língua neerlandesa e do papel que desempenha Bruxelas como a capital de um país bilíngue, a administração da região de Bruxelas-Capital inteira é, em teoria, totalmente bilíngue, incluindo suas subdivisões e serviços públicos. No entanto, algumas questões permanecem questionáveis. Partidos políticos flamengos exigem há décadas que a parte flamenga de Bruxelas-Capital seja separada da Região de Bruxelas. A população de língua francesa, que se refere à fronteira linguagem como artificial, exige a extensão da região bilíngue de, pelo menos, os seis municípios com instalações de idiomas nos arredores de Bruxelas. Os políticos flamengos rejeitaram fortemente estas propostas.
Nas últimas décadas, devido à migração e ao papel internacional da cidade, em Bruxelas é o lar de um número crescente de falantes de língua estrangeira.
O dialeto original neerlandês de Bruxelas é uma forma de Brabantino (variante do neerlandês falado no antigo Ducado de Brabante), com um número significativo de palavras emprestadas do francês, e ainda sobrevive entre uma minoria de habitantes chamado Brusseleers, muitos deles multilíngues, ou educado em francês e neerlandês. Bruxelas e seus subúrbios evoluíram de uma cidade de língua neerlandesa a uma cidade de língua francesa, principalmente. A auto-identificação étnica e nacional dos habitantes é bastante diferente ao longo de linhas étnicas.
Os imigrantes falantes da língua francesa em Bruxelas são, principalmente, de dois países: França e Marrocos. Tanto a imigração quanto o status de Bruxelas como a "capital da União Europeia" faz desta uma cidade cosmopolita. As comunidades de imigrantes falam muitas línguas, como o turco, árabe, berberes, espanhol, português, italiano, polaco, alemão e inglês. O grau de integração linguística varia muito dentro de cada grupo imigrante.

## Subdivisões

### Comunas
As 19 comunas da região de Bruxelas-Capital são subdivisões políticas com responsabilidades individuais para o tratamento das obrigações a nível local , tais como a aplicação da lei e a manutenção de escolas e estradas dentro de suas fronteiras. A administração municipal é também realizada por um prefeito, um conselho e um executivo.
Em 1831, a Bélgica foi dividida em 2 739 municípios, incluindo os 19 da Região de Bruxelas-Capital. Ao contrário da maioria das comunas, na Bélgica, os localizados na região de Bruxelas-Capital não foram fundidos com outras comunas durante as fusões que ocorrem entre 1964 e 1970 e em 1975. No entanto, vários municípios fora da região de Bruxelas-capital foram fundidos com a cidade de Bruxelas ao longo de sua história, incluindo Laeken, Haren, e Neder-Over-Heembeek, que foram incorporados pela cidade de Bruxelas em 1921.

## Política

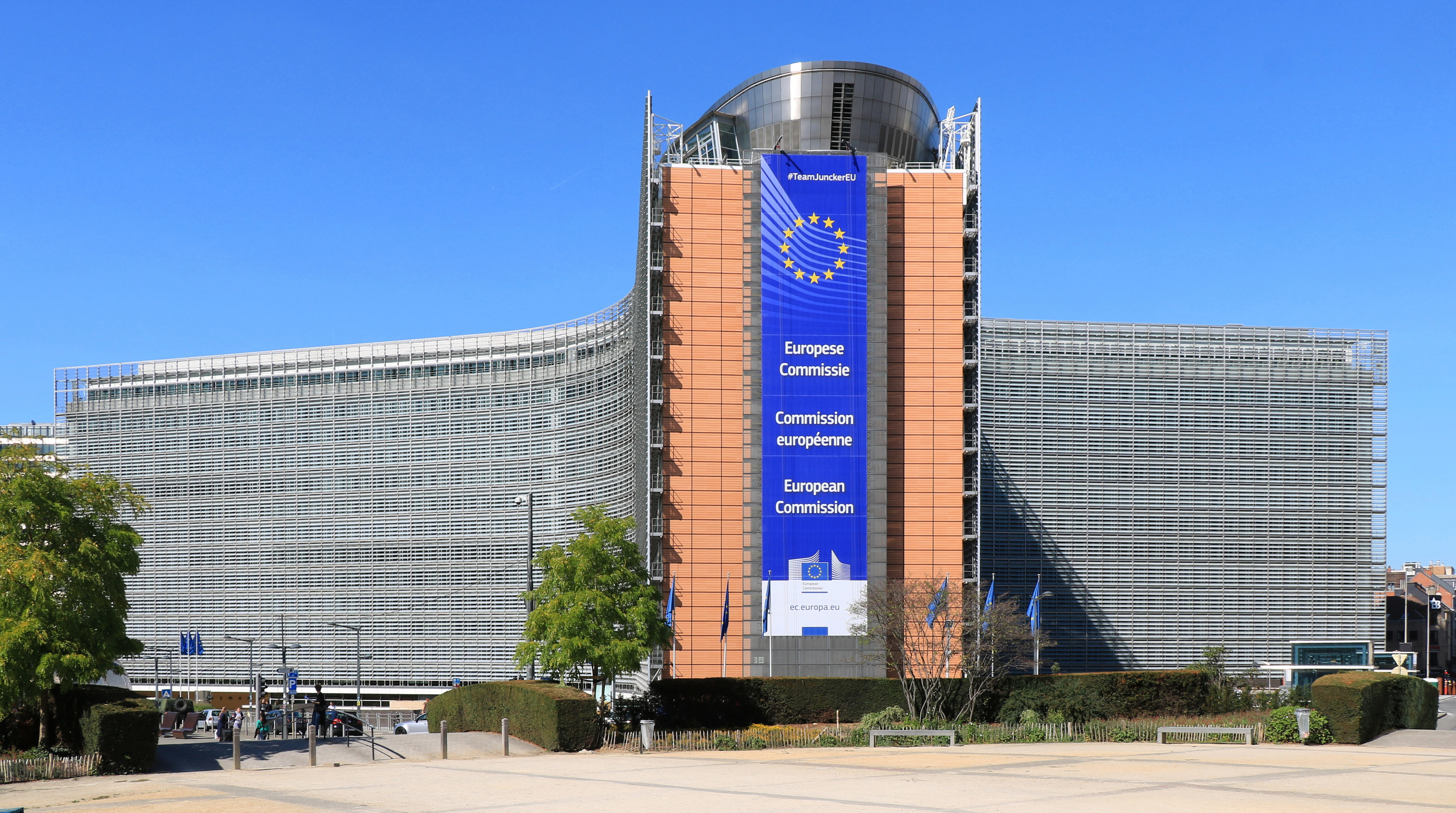
Sede da Comissão Europeia em Bruxelas (Edifício Berlaymont)

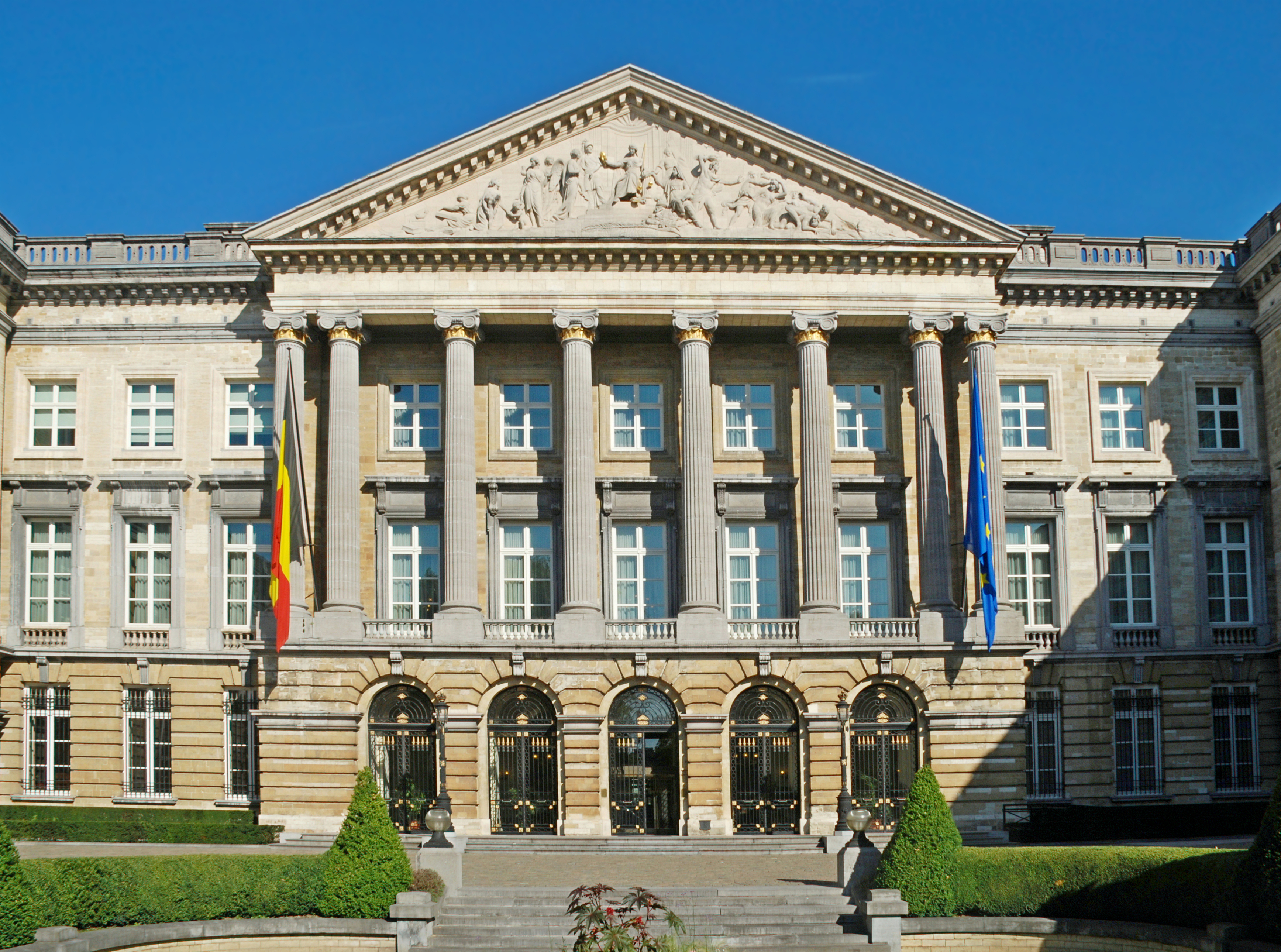
Palácio da Nação, sede do Parlamento Federal da Bélgica

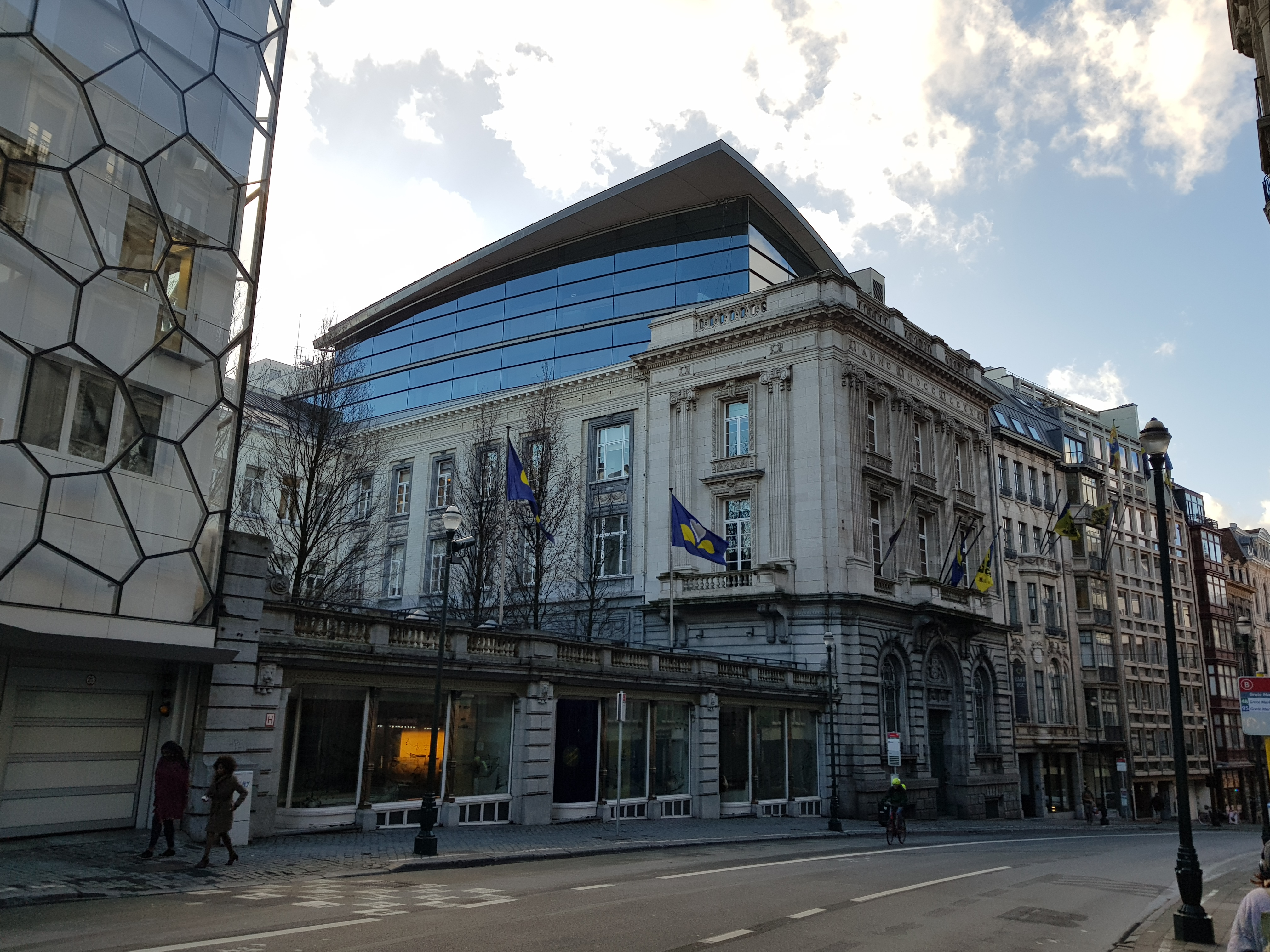
Parlamento de Bruxelas

### União Europeia
Face à sua qualidade de hospedeira das instituições europeias, Bruxelas é considerada como a capital de facto da União Europeia (apesar da inexistência de qualquer capital oficial declarada pela UE).  A cidade acolhe o palco da Comissão Europeia (no edifício Berlaymont) e o Conselho Europeu (no edifício Justus Lipsius). Além disso, cerca de 75% do trabalho do Parlamento Europeu tem lugar em Bruxelas (apesar da sua instituição oficial ser em Estrasburgo).
Bruxelas, juntamente com Luxemburgo e Estrasburgo, começou a acolher as instituições da União Europeia em 1957, logo se tornando o centro das atividades da Comissão e do Conselho da União Europeia, que basearam suas atividades no "bairro europeu", como ficou conhecido mais tarde. Desde a década de 1950, a percepção de Bruxelas como centro do poder europeu atraiu pessoas de todo o mundo. Atualmente, a presença da União Europeia cresceu significativamente com a Comissão Europeia a ocupar, por si só, cerca de 865 000 m² dentro do Bairro Europeu, na Alta Bruxelas. Os habitantes de Bruxelas orgulham-se do seu papel na nova Europa.

### Cidades-Irmãs
Bruxelas é cidade-irmã de 16 cidades:
- Akhisar, Turquia
- Atlanta, Estados Unidos
- Berlim, Alemanha
- Brasília, Brasil[39]
- Breda, Países Baixos
- Kiev, Ucrânia
- Liubliana, Eslovênia
- Macau, China
- Madrid, Espanha
- Montreal, Canadá
- Moscou, Rússia
- Pequim,  China
- Praga, República Checa
- Sófia, Bulgária
- Tirana, Albânia
- Washington D.C., Estados Unidos

## Economia
Bruxelas é o principal centro econômico da Bélgica. A cidade serve, ainda, como um importante e notável centro de administração na Europa. A economia de Bruxelas é, em grande parte, orientada a serviços. É dominada pela sede regional e mundial das multinacionais, das instituições Europeias, por várias administrações, atraídas principalmente pelo fato da cidade ser de facto a capital da União Europeia. Movimenta a economia da cidade, também, serviços relacionados ao comércio, apesar de não ter um número de indústrias artesanais notáveis. Entre as indústrias, destaca-se a Cantillon Brewery, uma cervejaria lambic fundada em 1900. Há aproximadamente 50 000 empresas, das quais cerca de 2 200 são estrangeiros.

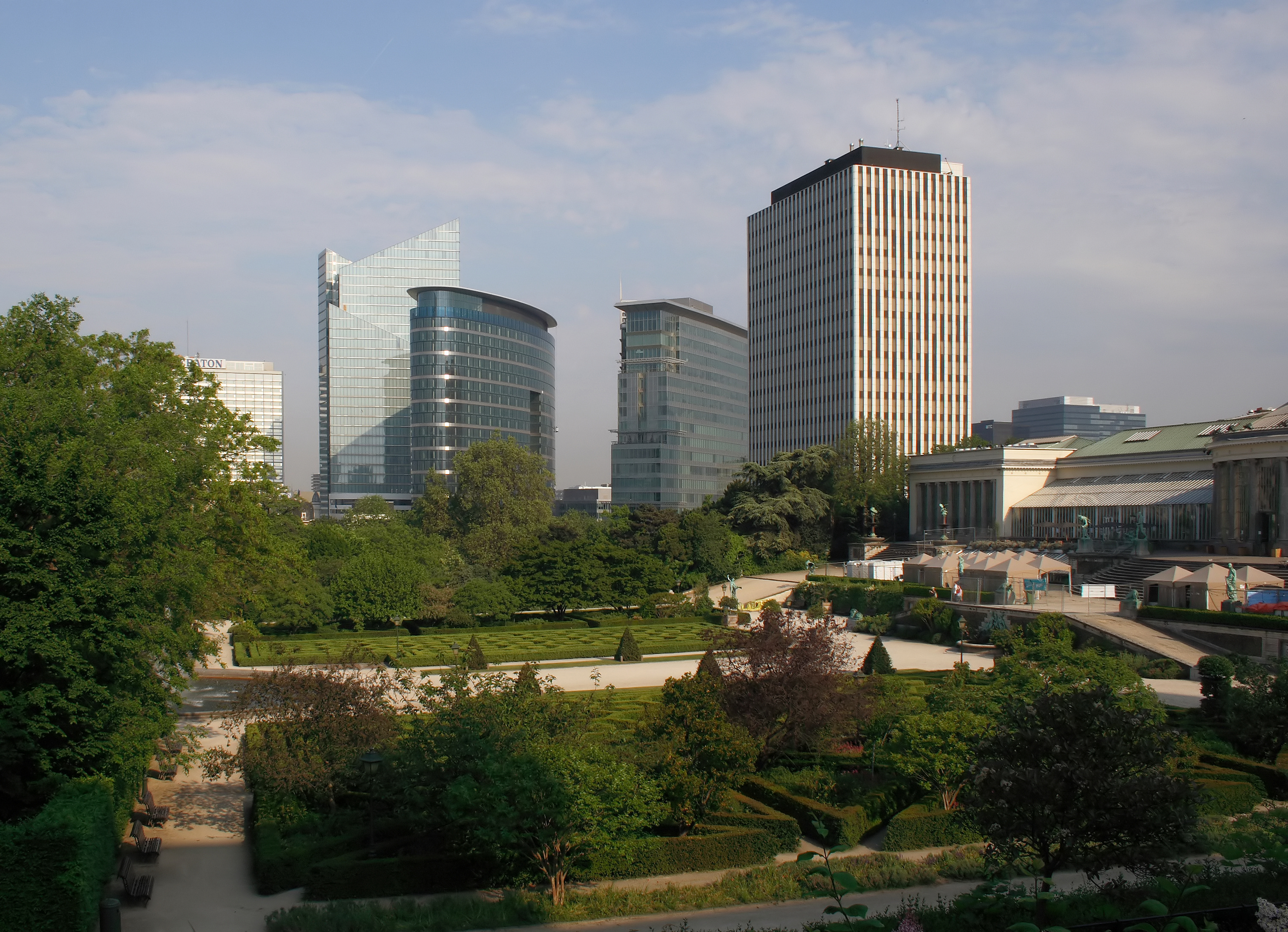
Quartier Nord, o centro financeiro de Bruxelas

Além disso, Bruxelas tem sido o centro de operações bancárias internacionais desde a criação da Société Générale de Belgique em 1822. Desde então, Bruxelas é a base para empresas de transferência bancária e de compensação internacionais, como a Swift, Banksys e Euroclear. A bolsa de valores é muito reconhecida, com 60 bancos com sede em Bruxelas, e uma indústria de TIC spin-off foi erguido para atender as necessidades da indústria de transações financeiras. 4 500 empresas de TIC têm escritórios em Bruxelas, empregando em torno de 75 000 pessoas.
A Bolsa de Valores de Bruxelas está no centro do distrito comercial do centro, perto da estação de metro Beurs/Bourse e de Brouckere. É um edifício imponente com colunas romanas e grandes passos que fazem dele um ponto de encontro comum para as pessoas na cidade. Com uma indústria baseada em serviços, Bruxelas tem experiência na fabricação de cerveja, com 450 variedades desta bebida. Em Bruxelas, as cervejas são servidas em todos os restaurantes, cafés e bares. Bruxelas também produz 172 mil toneladas de chocolate por ano e as suas marcas de renome mundial de chocolates praline Neuhaus, Godiva Lionidas podem ser compradas em muitos países e são geralmente as mais caras.
A indústria farmacêutica é próspera e inclui pesquisa em biotecnologia. Há 3 000 pesquisadores de ciências biológicas na cidade e dois grandes parques de ciência: Parc Da Vinci e Erasmus Science Park. O sector da saúde emprega 70 000 funcionários em 30 mil empresas. Há cinco hospitais universitários, um hospital militar e mais de 40 hospitais gerais e clínicas especializadas.
Mais de 1 000 reuniões de negócios por ano são realizadas em Bruxelas, tornando-se a quarta cidade-conferência mais popular na Europa. É classificada como o sétimo mais importante centro financeiro do mundo. A infraestrutura da cidade é muito favorável para um novo negócio. Os preços das casas também têm aumentado nos últimos anos, especialmente com o aumento de jovens profissionais se estabelecendo em Bruxelas, o que faz da cidade a mais cara para se viver na Bélgica. Também para os expatriados, a cidade é uma bênção em termos de impostos, para cada centavo gasto fora da cidade é dedutível. Cerca de 60% das empresas estrangeiras têm a sua sede em Bruxelas, que incluem empresas bem conhecidas como a Delhaize, Besix e Sabca.

## Infraestrutura

### Educação

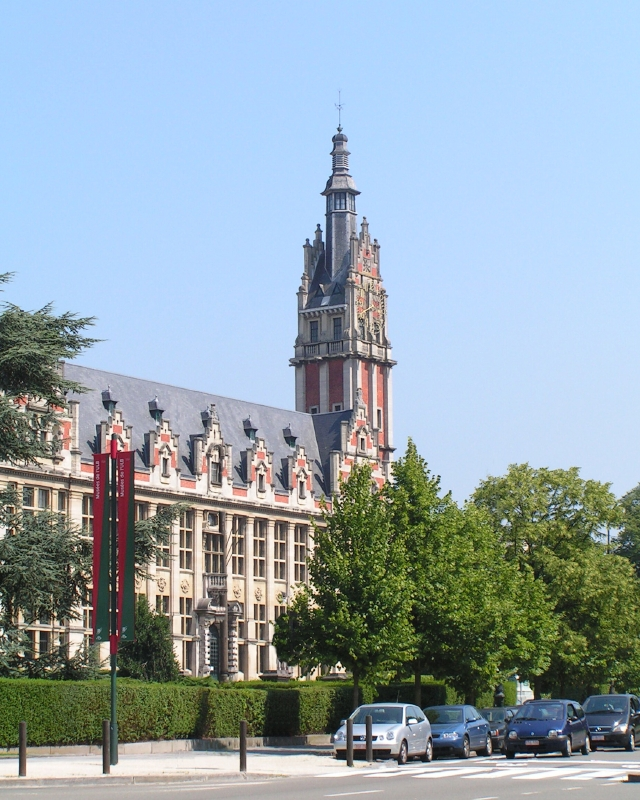
A Université Libre de Bruxelles

Existem várias universidades em Bruxelas. As duas principais universidades são a Université Libre de Bruxelles, uma universidade de língua francesa com cerca de 20 000 alunos em três campis na cidade (e outros dois fora), e a Vrije Universiteit Brussel, uma universidade de língua holandesa com cerca de 10 000 estudantes. Ambas as universidades são originárias de uma única universidade fundada em 1834, ou seja, da Universidade Livre de Bruxelas, que foi dividido em 1970.
Outras universidades notáveis na cidade são a Facultés Universitaires Saint-Louis com 2 000 alunos, o Hogeschool-Universiteit Brussel com 10 000 estudantes (que oferece cursos acadêmicos da Katholieke Universiteit Leuven), a Academia Real Militar, um colégio militar estabelecido em 1834 por um coronel francês e duas escolas de teatro fundadas em 1982: o Conservatório Real de Bruxelas de língua francesa (Conservatoire Royal) e o Conservatório Real de língua holandesa (Koninklijk Conservatorium).
Ainda outras universidades possuem campi em Bruxelas, como a Université Catholique de Louvain, que tem a sua faculdade de medicina na cidade desde 1973. Além disso, a Escola de Estudos Internacionais Kent, da Universidade de Bruxelas, oferece cursos de pós-graduação especializados, assim como a Boston University de Bruxelas, criada em 1972 e oferecendo mestrado em administração de empresas e relações internacionais. Devido à forte presença internacional na cidade, há também um número de escolas internacionais, incluindo a Escola Internacional de Bruxelas, a Escola Britânica de Bruxelas, e as quatro escolas europeias que oferecem educação gratuita para os filhos de pessoas que trabalham nas instituições da União Europeia. A população estudantil combinada das quatro Escolas Europeias em Bruxelas é atualmente de cerca de 10 mil.
No entanto, de longe, a maioria dos alunos de Bruxelas entre 3 e 18 anos de idade vão para as escolas organizadas pela Comunidade Flamenga e da Comunidade de língua francesa, com cerca de 20% indo para escolas de origem flamenga e 80% para as escolas de língua francesa.

### Transportes

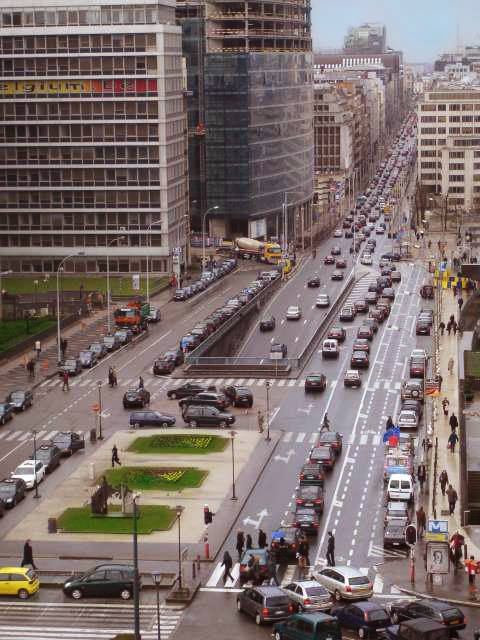
Vista da Rua de la Loi, uma das principais vias da cidade

Bruxelas é a cidade que possui o maior tráfego congestionado na Europa Setentrional, de acordo com a plataforma de informação de tráfego do Inrix.
Nos tempos medievais, Bruxelas estava na intersecção de rotas das grandes potências mundiais, França, Inglaterra e Alemanha. O padrão antigo das ruas que irradiam do Grand Place, em grande parte permanece, mas foi sobreposto por avenidas construídas sobre o rio Senne, ao longo das vias da cidade e sobre a ligação ferroviária entre as estações de norte a sul. Como se espera de uma capital , Bruxelas é o centro do transporte nacional, sendo um dos pontos principais de ligação entre Londres e Luxemburgo, Amesterdão e Paris e Berlim e Londres.
O centro da cidade, também conhecido como "pentágono belgo", é cercado por uma estrada interna chamada de "pequeno anel" (em francês: ceinture petite; em holandês: anel kleine), uma sequência de avenidas são numeradas formalmente ao logo do pentágono belgo. Estes foram construídos em cima do local do segundo conjunto de muralhas da cidade após a sua demolição. A linha nº 2 do metrô faz a ligação para muitos destes.
No lado oriental da cidade, o R21 (em francês: Ceinture grande; em neerlandês: Grotel ring) é formado por uma série de avenidas que levam à Laeken e Uccle. Algumas estações de metrô foram construídas nessa rota. Um pouco mais longe, um trecho numerado R22 leva de Zaventem a Saint-Job.
Bruxelas é servida pelo Aeroporto de Bruxelas, localizado no município vizinho de Zaventem. É o maior e mais movimentado aeroporto da Bélgica, com 18 716 034 passageiros movimentados em 2011. Além deste, a cidade também é servida pelo Aeroporto de Bruxelas Sul, localizado perto de Charleroi, na província de Hainaut, região de Valônia, a cerca de 50 km de Bruxelas.
A cidade também tem seu próprio porto marítimo, localizado no noroeste da cidade. O Porto de Bruxelas é o maior do país e se conecta com o rio Escalda através do Canal marítimo Bruxelas-Escalda. O Canal Bruxelas-Charleroi conecta Bruxelas com as áreas industriais da Valônia.

### Metro, autocarro e comboio

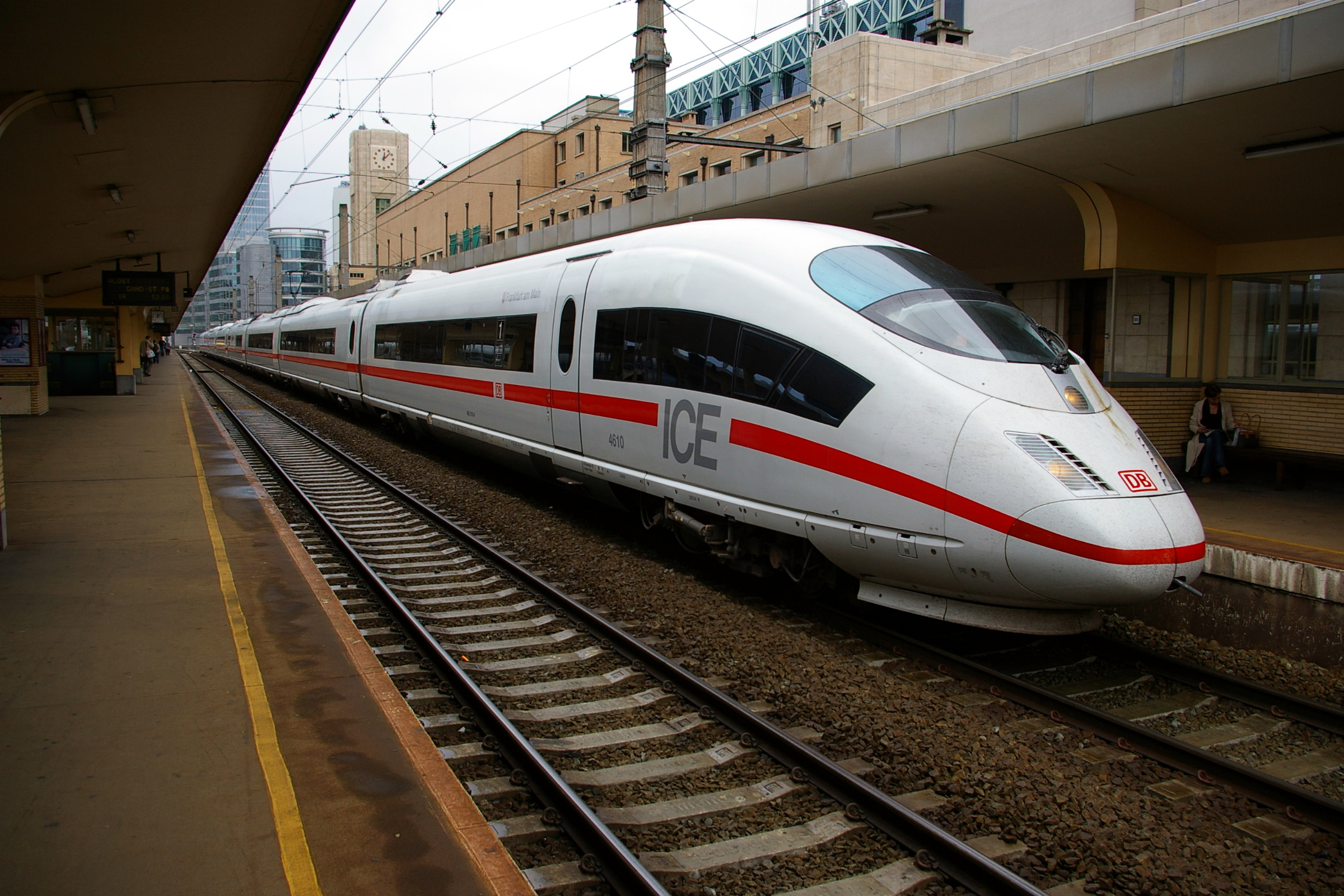
Redes ferroviárias de alta velocidade conectam Bruxelas com outras cidades europeias (Na foto, estação de trem ICE, no Norte de Bruxelas)

O Metrô de Bruxelas foi inaugurado oficialmente em 1976, embora as linhas subterrâneas conhecidas como pré-metrô já operavam desde a década de 1960. Uma rede de ônibus coletivo e bondes eléctricos também serve a cidade.
O sistema interticketing consiste no portador do bilhete MIVB/STIB, que pode usar o trem ou ônibus de longa distância dentro dos limites da cidade. Uma única viagem pode incluir várias etapas através dos diferentes meios de transporte. Os serviços de transporte regional são operados pelas empresas De Lijn, TEC e NMBS/SNCB, que também opera linhas que fazem ligação de Bruxelas com cidades vizinhas.
Desde 2003, Bruxelas conta com o serviço de compartilhamento de carro, operado pela empresa Bremen Cambio, em parceria com a Companhia de Transporte Intercomunal de Bruxelas. Em 2006 foram introduzidas bicicletas partilhadas, sendo que o esquema foi posteriormente administrado pela empresa Villo!. Em 2012, o sistema de partilha de carro foi lançado nas áreas universitárias da cidade.
A cidade tem estações ferroviárias menores em Bockstael, Bruxelas-Chapel, Bruxelas-Congres, Bruxelas-Luxemburgo, Bruxelas-Schuman, Bruxelas-Oeste, Haren, Haren-Sul e Simonis.
Na região de Bruxelas também existem estações de ferrovias em Berchem-Sainte-Agathe, Boitsfort, Boondael, Bordet (Evere), Etterbeek, Evere, Forest-Leste, Floresta-Sul, Jette, Meiser (Schaarbeek), Moensberg, Saint-Job, Schaarbeek, Uccle-Calevoet, Uccle-Stalle, Vivier d'Oie-Diesdelle, Merode e Watermael.

## Cultura e sociedade

### Arquitetura

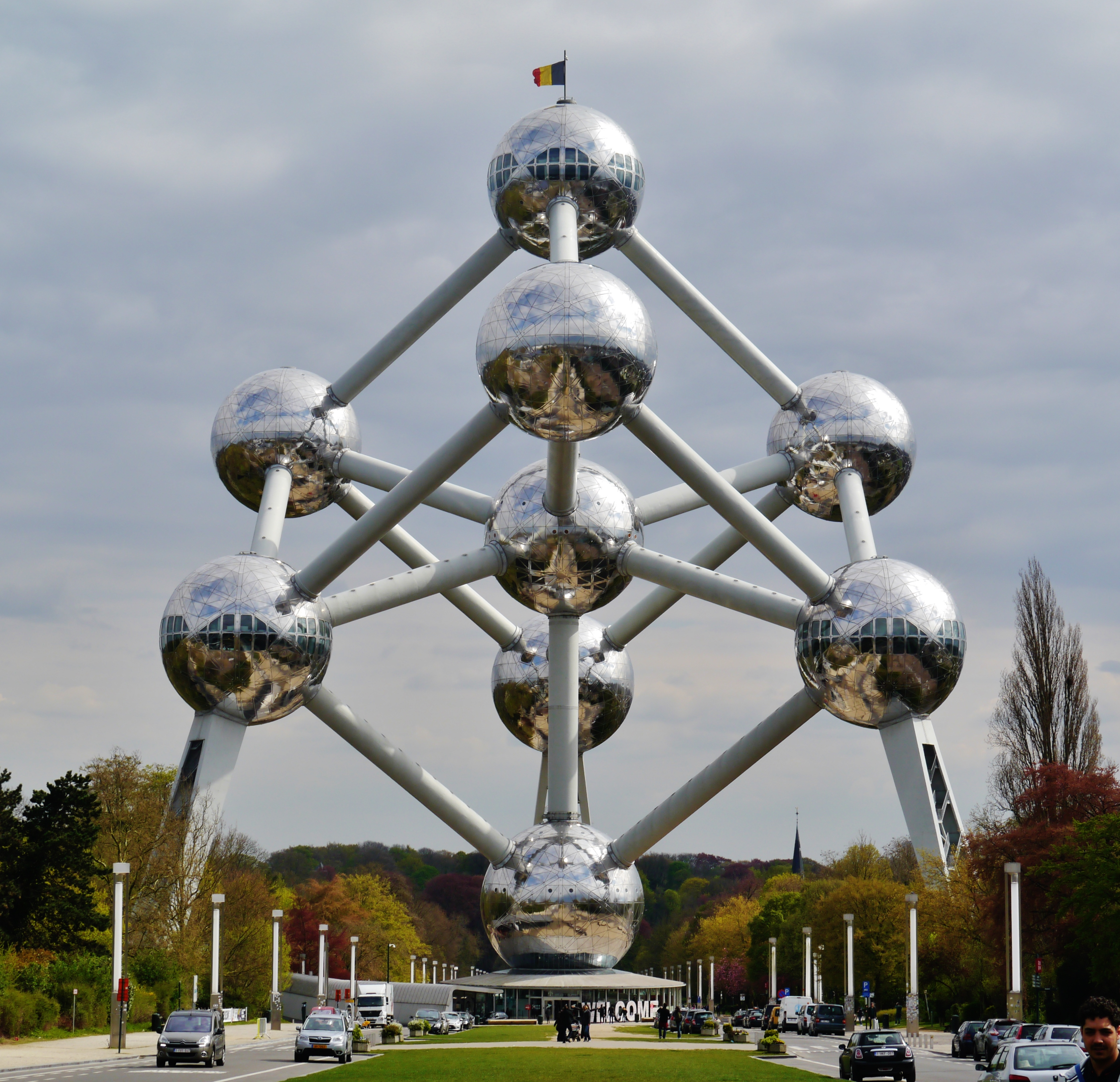
Atomium

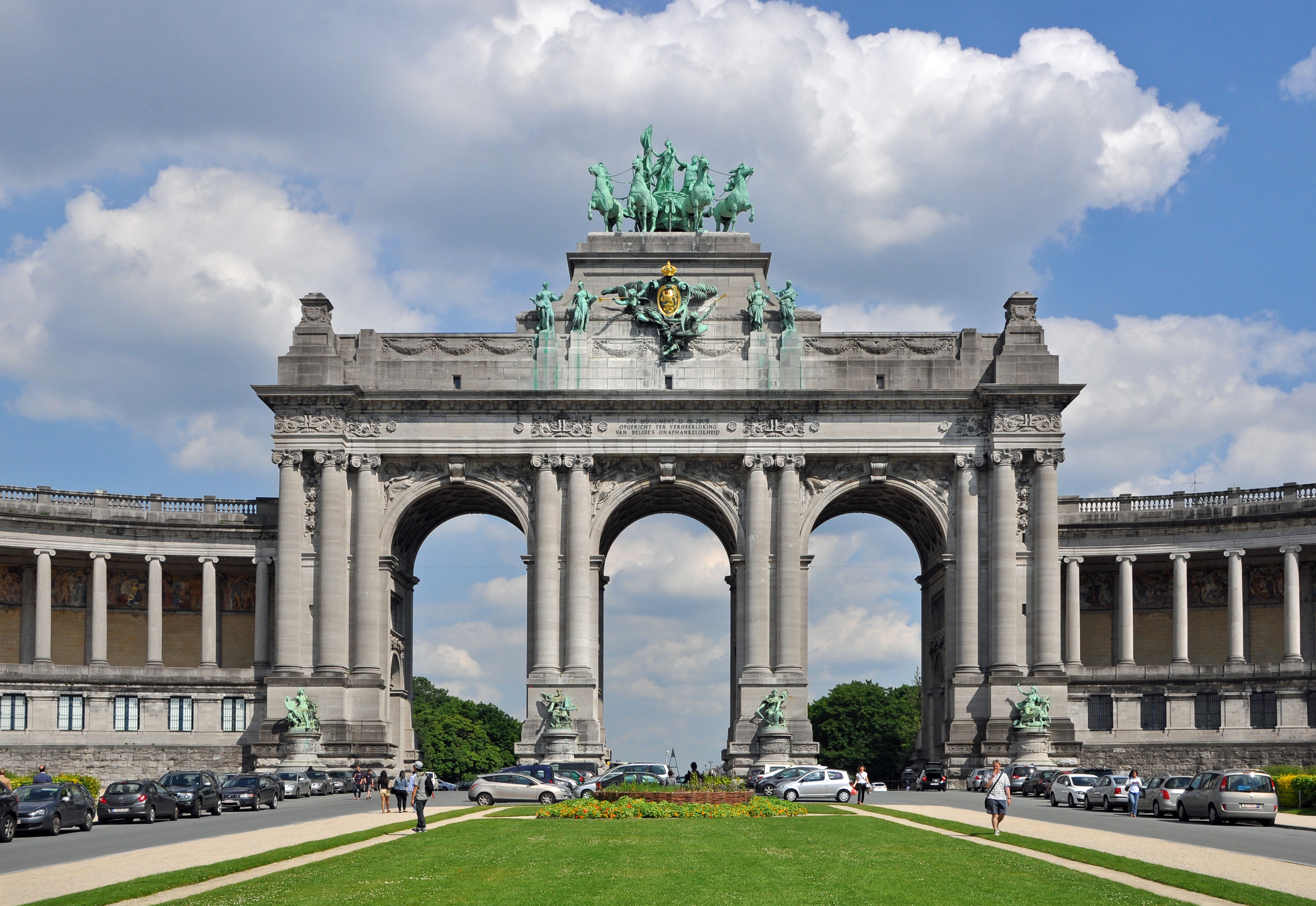
Vista da entrada do Parque Cinquentenário

A arquitetura em Bruxelas é diversificada e é possível encontrar desde construções medievais, como o Grand Place, até prédios pós-modernos, como as instituições da União Europeia.
Os principais monumentos arquitetônicos da cidade são o Grand Place, que desde 1988 é Património Mundial da UNESCO, a Catedral de São Miguel e Santa Gudula e o Castelo Real de Laeken , com suas grandes estufas. Outro famoso marco é o Palácio Real.
O Atomium é outra construção simbólica significativa na arquitetura do país. É uma estrutura que mede 103 metros de altura e foi construída para a Feira Mundial de 1958. É constituída por nove esferas de aço ligados por tubos, e forma um modelo de um cristal de ferro (especificamente, uma célula unitária). O arquiteto A. Waterkeyn dedicou o edifício para a ciência. Ao lado do Atomium, está o parque Mini–Europa, com maquetes de edifícios famosos de toda a Europa. Outro símbolo da arquitetura de Bruxelas é o Manneken Pis, uma fonte contendo uma escultura de bronze de um jovem urinando, que também é uma atração turística da cidade.

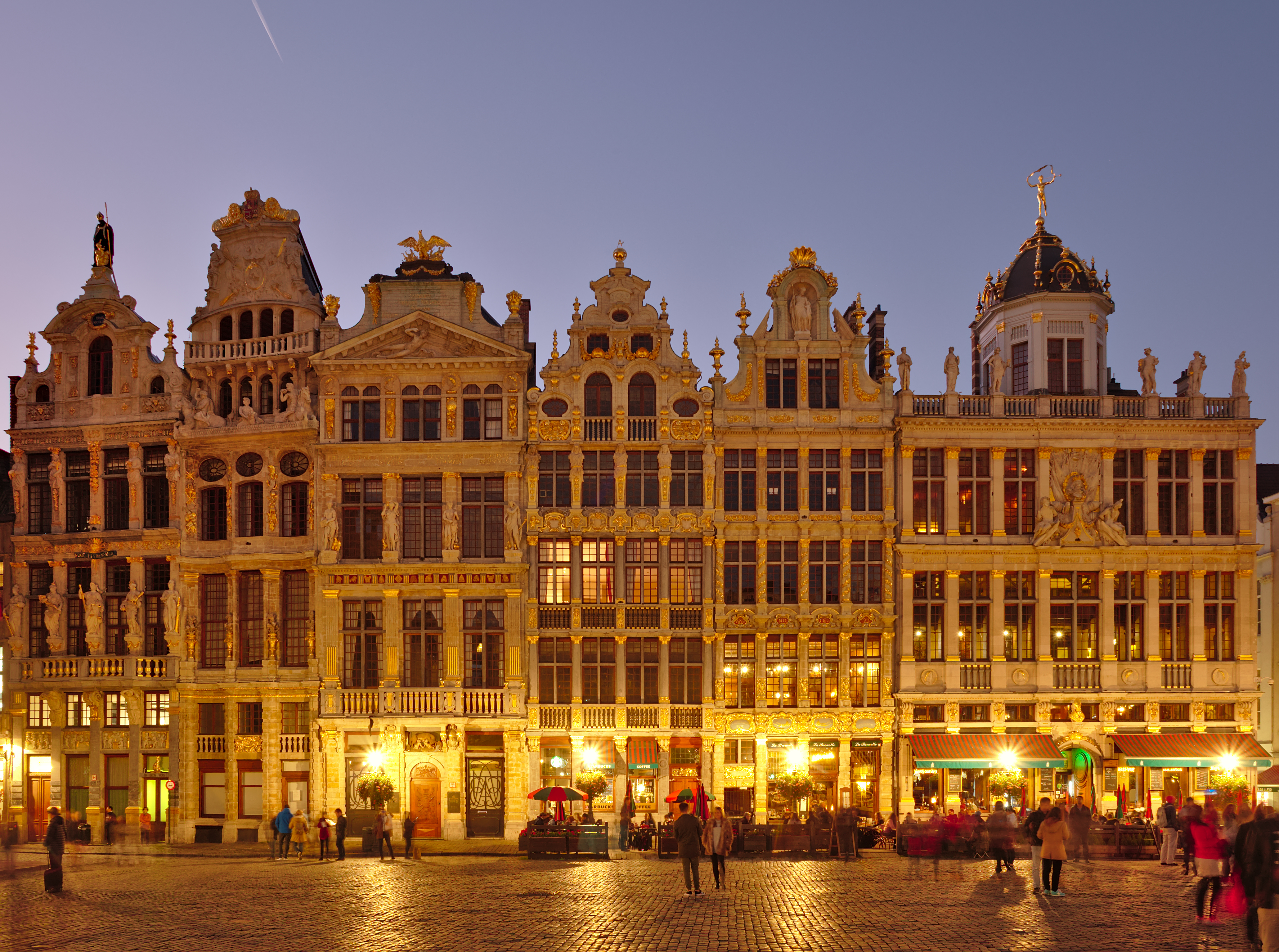
Grand-Place de Bruxelas

Outros marcos da arquitetura incluem o Parque Cinquentenário, com o seu arco triunfal e museus próximos, a Basílica do Sagrado Coração, a Bolsa de Valores, o Palácio da Justiça e os edifícios das instituições da União Europeia.
Espaços culturais em Bruxelas que possuem traços de arquitetura  incluem o Teatro de Bruxelas e o Teatro La Monnaie. Existe uma grande variedade de museus na cidade, desde o Museu de Arte Moderna até o Museu Real das Forças Armadas e História Militar. Bruxelas também tem uma cena musical animada, desde casas de ópera e salas de concertos a música em bares e clubes techno.
O centro da cidade é notável por suas casas em estilo flamengo. Também particularmente marcante são os edifícios em estilo Art Nouveau, do arquiteto Victor Horta. Alguns dos distritos de Bruxelas foram desenvolvidos durante o auge do Art Nouveau, e muitos edifícios estão neste estilo. Bons exemplos desta influência são o Schaerbeek, Etterbeek, Ixelles e Saint-Gilles. Outro exemplo da influência Art Noveau em Bruxelas é a Casa Stoclet, compilada pelo arquitecto vienense Josef Hoffmann. Os edifícios modernos do Espace Léopold também representam este período na cidade.

### Artes
A cidade teve um cenário de renomados artistas por muitos anos. O famoso surrealista belga René Magritte, por exemplo, estudou em Bruxelas. Também a pintora contemporânea Éliane de Meuse nasceu em Bruxelas. A cidade também foi a casa de pintores impressionistas, como Anna Boch, do Grupo Artista Les XX. Bruxelas também é conhecida por seu grande desenvolvimento da arte em história em quadrinhos. Alguns personagens belgas preciosos são: Lucky Luke, Tintim, Cubitus, Gastão Lagaffe e Marsupilami. Por toda a cidade, as paredes são pintadas com grandes imagens de personagens de quadrinhos. A totalidade de todas essas pinturas é conhecida como Comic Book Route de Bruxelas. Além disso, o interior de algumas estações de metrô são projetadas por artistas. O Museu dos Quadrinhos é dedicado à banda desenhada belga, alojados na antiga loja de departamentos Waucquez, desenhados por Victor Horta em estilo Art Nouveau.
Bruxelas contém mais de 80 museus, incluindo os Museus Reais de Belas-Artes e o Museu de Arte Moderna. O museu tem uma extensa coleção de vários pintores belgas, como os pintores flamengos Bruegel, Rogier van der Weyden, Robert Campin, Antoon van Dyck e Jacob Jordaens. O Museu Magritte abriga a maior coleção do mundo de obras do surrealista René Magritte. O Museu BELvue é dedicado à história nacional da Bélgica.
Bruxelas é bem conhecida por sua cena de artes cênicas, tendo o Kunstenfestivaldesarts, o Kaaitheater e La Monnaie entre as instituições teatrais mais notáveis. O Bozar (Palácio de Belas Artes) abriga a Orquestra Nacional da Bélgica.

### Gastronomia

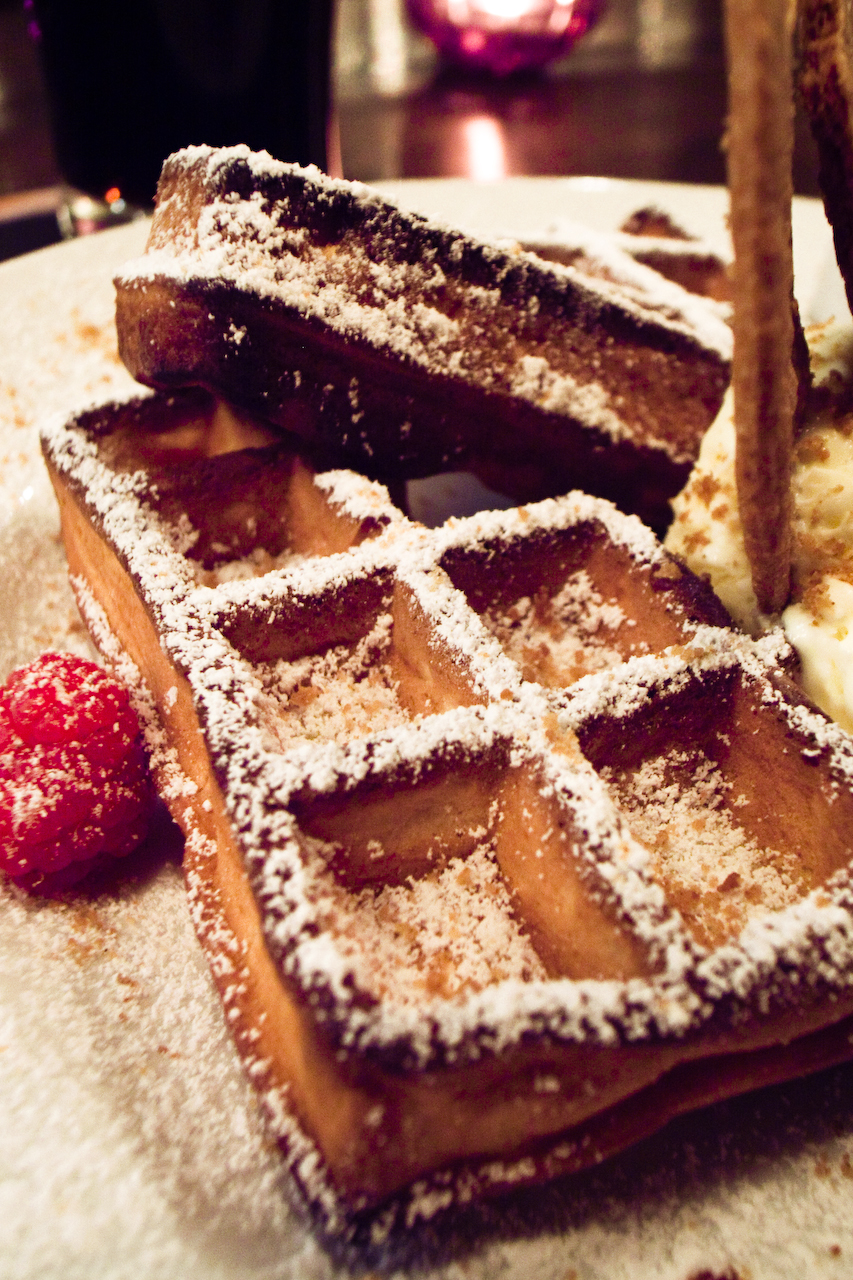
A culinária de Bruxelas é conhecida pelo uso do waffle e chocolate

Bruxelas é conhecida por seu waffle, chocolate, batatas fritas e os seus inúmeros tipos de cervejas. O Couve-de-bruxelas também é muito usado na gastronomia local e possivelmente se originou por lá.
A oferta gastronômica inclui cerca de 1 800 restaurantes. A culinária belga é conhecida entre os apreciadores como uma das melhores da Europa. Além dos restaurantes tradicionais, há um grande número de cafés, bistrôs, e a gama habitual de cadeias de fast food internacionais. Os cafés são semelhantes aos bares, e oferecem cerveja e pratos leves; cafés são chamados de Salões de Thé. Também de forma generalizada estão  os brasseries, que geralmente oferecem um grande número de cervejas e pratos típicos nacionais.
A culinária de Bruxelas é caracterizada pela combinação de cozinha francesa com pratos saudáveis de origem flamenga. Grande parte dos pratos da cidade usa-se o waffles e mexilhões (geralmente como "moules fritos", servido com batatas fritas). A cidade abriga várias empresas fabricantes de chocolates e bombons, como o Neuhaus, Leonidas e Godiva.
Além da seleção regular de cerveja belga, o estilo famoso de cerveja Lambic é predominantemente produzida em torno de Bruxelas, e as leveduras têm a sua origem no vale do Rio Senne. Em contraste suave para as outras versões, Kriek (cerveja de cereja) goza de excelente popularidade, como no resto da Bélgica. Kriek está disponível em quase todos os bares e restaurantes.

## Esporte
Bruxelas tem grandes clubes de futebol. O RSC Anderlecht, fundado em 1908 e com sede na comuna de Anderlecht, é o clube de futebol com maior conquistas na Primeira Divisão belga, com 31 títulos. Ele também foi o principal time belga nos mais importantes torneios europeus. Outro clube, o FC Molenbeek Brussels, muitas vezes referido como FC Brussels, tem sua sede na comuna de Molenbeek-Saint-Jean e foi fundado em 1932, fazendo parte da Segunda Divisão belga.[carece de fontes?]
O maior estádio de Bruxelas é o Estádio Rei Baudouin, com capacidade para 50 000 pessoas, que também é o maior estádio da Bélgica. O estádio sedia jogos das equipes nacionais de futebol e da Seleção Belga de Rugby Union. Foi sede da Exposição Internacional de Bruxelas, em 1935, da final do Campeonato Europeu de Futebol de 1972, e da abertura do Campeonato Europeu de Futebol de 2000. Várias  partidas finais de clubes europeus têm sido realizados no estádio.